# Jacques Barraband
Pour les articles homonymes, voir Barraband.

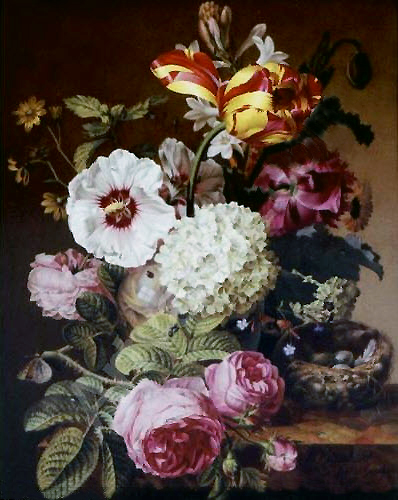
Nature morte, 1797

Jacques Barraband (ou Baraband, Barraban) (né le 31 août 1768 à Aubusson et mort le 1er octobre 1809 à Lyon) est un peintre, dessinateur et illustrateur français, spécialisé en zoologie.

## Éléments biographiques
Jacques Barraband est né le 31 août 1768 à Aubusson dans la Creuse. Son père, issu de l'une des plus anciennes familles de tapissiers d'Aubusson, possède un atelier de tapisseries installé dans le centre de la ville. Jacques Barraband est mort le 1er octobre 1809, à Lyon, où il était « professeur de fleurs » à l'école des beaux-arts.
Jacques Barraband fréquente d'abord l'école de dessin d'Aubusson avant d'aller à Paris poursuivre sa formation. À l'école des Gobelins il est notamment jusqu’en 1792 l'élève de Joseph Malaine, artiste des Gobelins. Napoléon Ier lui confie la charge de professeur de la "classe de la fleur" de l'École de dessin de Lyon en 1807,.

## Œuvre
Barraband, dans la lignée des artistes animaliers, a peint de magnifiques huiles dont certaines ont été copiées sur des plaques de porcelaine, notamment pour la manufacture Dihl et Guérhard ; ainsi d'un tableau sur plaque de céramique en mode portrait (hauteur plus grande que largeur, dimensions 59,5 × 49,3 cm, 76 × 66 cm avec le cadre), représentant un faisan doré de la Chine, deux perruches Ara Garouba (originaires de Guyane et Brésil) et un perroquet amazone de Cuba, Bahamas et Cayman, sur une terrasse et troncs d’arbre, signé « Baraband an 6 » (22 septembre 1797-21 septembre 1798), « M.f.ture Dihl & Guerhard ».
Barraband réalise plusieurs centaines d'aquarelles d'oiseaux et de fleurs. Il illustre notamment les livres de François Levaillant : Histoire naturelle des Perroquets (1801-1805), Histoire naturelle des oiseaux de paradis et des rolliers (1806) et Histoire naturelle des promérops. Il a collaboré à Description d'Égypte. Il travaille aussi pour les ateliers de tapisserie d'Aubusson et de Beauvais. Il collabore avec la manufacture de porcelaine de Sèvres et avec celle de Dilh et Guérhard.
La vie et l’œuvre de Jacques Barraband sont indissociables de la période révolutionnaire et napoléonienne. Reconnu et apprécié par Napoléon Ier, il laisse une œuvre aujourd'hui très recherchée.  
Un grand nombre d'aquarelles de Barraband sont vendues aux enchères dans les années 1990 et 2000, provenant de la collection de l'industriel Marcel Jeanson. Le prix record est obtenu le 25 novembre 2005 : 389 202 euros pour une aquarelle représentant un perroquet lori à collier jaune (Lorius chlorocercus).
Un de ses collaborateurs et élèves est Auguste Pelletier qui fournit lui aussi des dessins pour l'Histoire naturelle des promérops.

### Livres illustrés par Jacques Barraband
- [Levaillant 1801] François Levaillant (ill. Jacques Barraband), Histoire naturelle d'une partie d'oiseaux nouveaux et rares de l'Amérique et des Indes, ouvrage destiné par l'auteur à faire partie de son ornithologie d'Afrique, t. 1 : Calaos, calaos sans casque, cotingas, Paris / Amsterdam, libr. J.E. Gabriel Dufour, an ix (1801), 49 pl. + 110, sur biodiversitylibrary.org (lire en ligne).

- [1804-1805] Histoire naturelle des perroquets (ill. Jacques Barraband) (2 tomes : t. 1, an XII (1804), 136 p. / t. 2, an XIII (1805), 113 p.), Paris, Levrault, Schoell & Cie, an xii-xiii (1804-1805), sur gallica. Voir les gravures de ce livre dans la catégorie Histoire naturelle des perroquets  sur Commons.

- [Levaillant 1806] François Levaillant (ill. Jacques Barraband), Histoire naturelle des oiseaux de paradis et des rolliers, suivie de celles des toucans et des barbus (2 tomes : t. 1 ; t. 2. 197 planches), Paris, Denné le jeune / Perlet, 1806, 153 p. et 133, sur archive.org. Voir les gravures de ce livre dans la catégorie Histoire naturelle des oiseaux de paradis et des rolliers… sur Commons.

- [Levaillant 1807] François Levaillant (ill. Jacques Barraband, Auguste Pelletier), Histoire naturelle des promerops, et des guêpiers, faisant suite à celle des oiseaux de paradis par le même (ouvrage en 3 parties : Histoire naturelle des Promerops. 1re partie, 81 p. ; Histoire naturelle des Guêpiers. 2e partie, 67 p. ; et Histoire naturelle des Couroucous et des Touracos. 3e partie, 38 p. + suppl. 50 p. ; le tout illustré de nombreuses planches), Paris, Denné le jeune, 1807, sur archive.org (lire en ligne).
- [Daudin 1803] François Marie Daudin (ill. Jacques Barraband), Histoire naturelle des Rainettes, des Grenouilles et des Crapauds… (en collaboration avec Adèle Daudin), Paris, impr. Bertrandet, libr. Levrault, an xi (1802 ou 1803), 38 pl. + 108, sur biodiversitylibrary.org (lire en ligne).

## Expositions
Exposition au Salon du 1er Thermidor an VI au muséum central des Arts (19 juillet - 6 octobre 1798, musée du Louvre) ; il s'agit de l'Exposition des produits de l'industrie française, où cette année-là Dihl et Guérhard exposent un tableau sur plaque en céramique, représentant des oiseaux peints par Barraband (écrit « Baraban »).
Expositions récentes
musée départemental de la tapisserie d'Aubusson (23), musée de Gien, château de Villemonteix (23), musée de La Rochelle. Ce château consacre une salle permanente à ses gravures qui ont également rejoint la collection de la Ville d'Aubusson. Des œuvres de Barraband ont été exposées au Musée des arts décoratifs de Paris et à l'Institut du monde arabe.
Pendant l'été 2011, le musée municipal de Guéret a présenté une exposition des œuvres de Jacques Barraband, en provenance de plusieurs musées et de collections privées (peintures, tapisseries, porcelaines, aquarelles...). Un catalogue établi par le commissaire de l'exposition, Robert Guinot, l'a complétée. Jacques Barraband (1767-1809), exposition musée d'art et d'archéologie de Guéret, 17 juin - 18 septembre 2011, n° 12.

## Honneurs
En 1820, Heinrich  Kuhl commémore l'apport scientifique de Barraband en désignant un perroquet nouvellement trouvé en Amérique du Sud Psittacus barrabandi (aujourd'hui Pionopsitta barrabandi) ou caïque de Barraband.

## Galerie

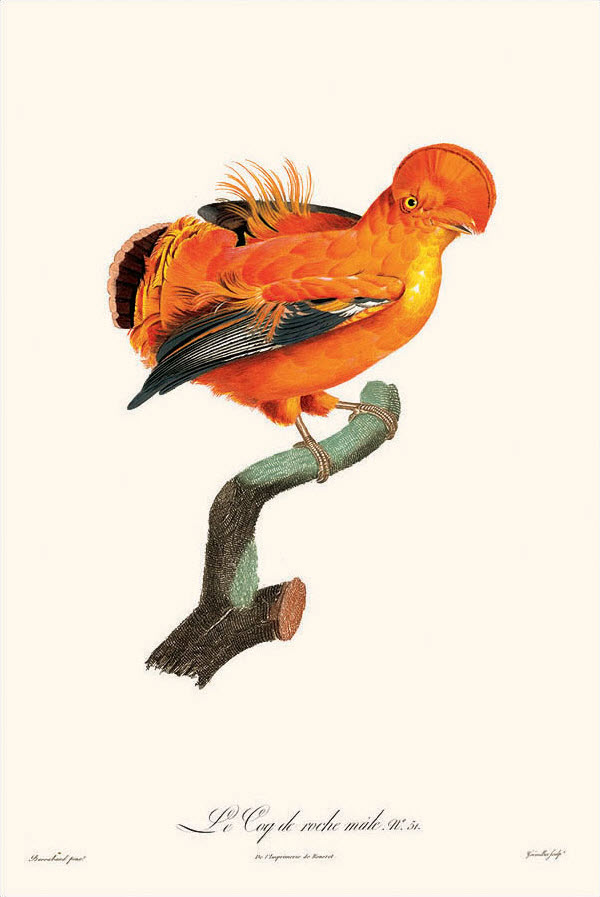
Le Coq de roche mâle
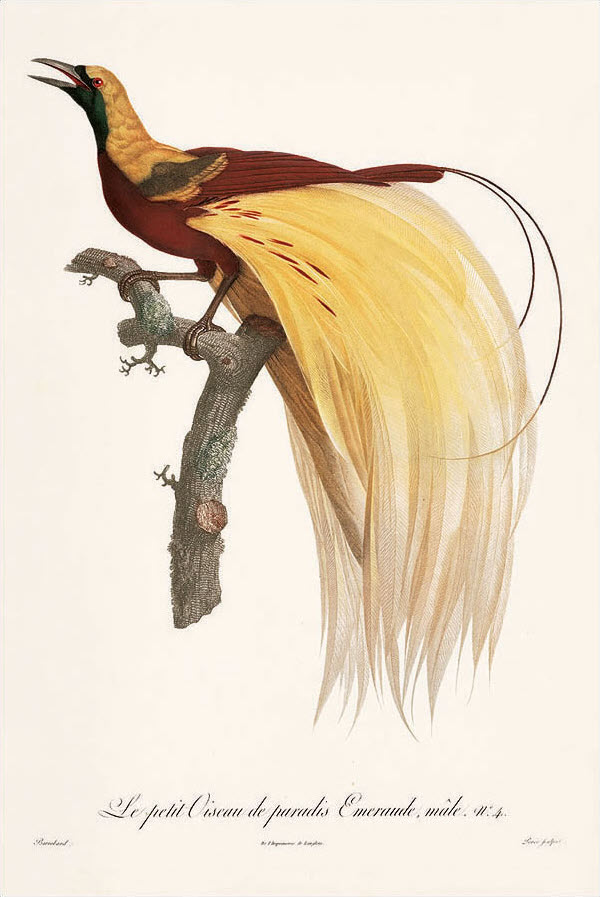
Le petit Oiseau de paradis Emeraude, mâle
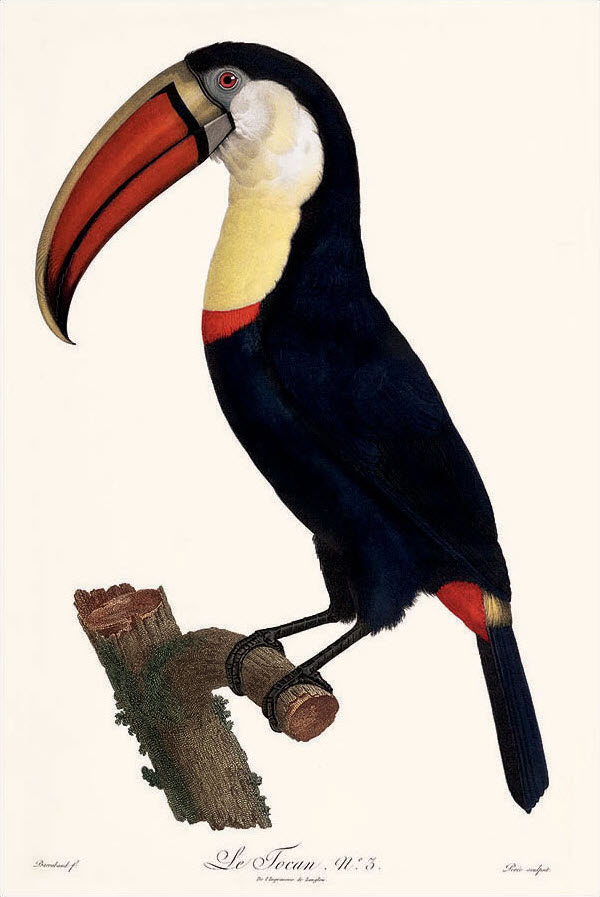
Le Tocan
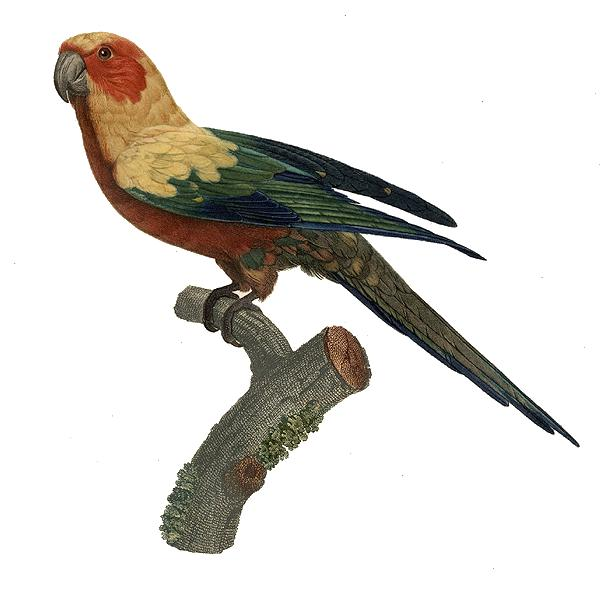
Perruche Ara Guarouba femelle
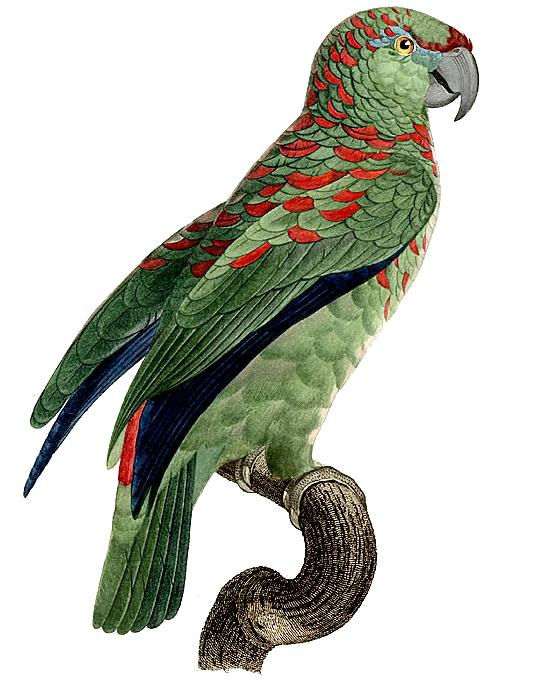
L'Amazone Tapiré en rouge

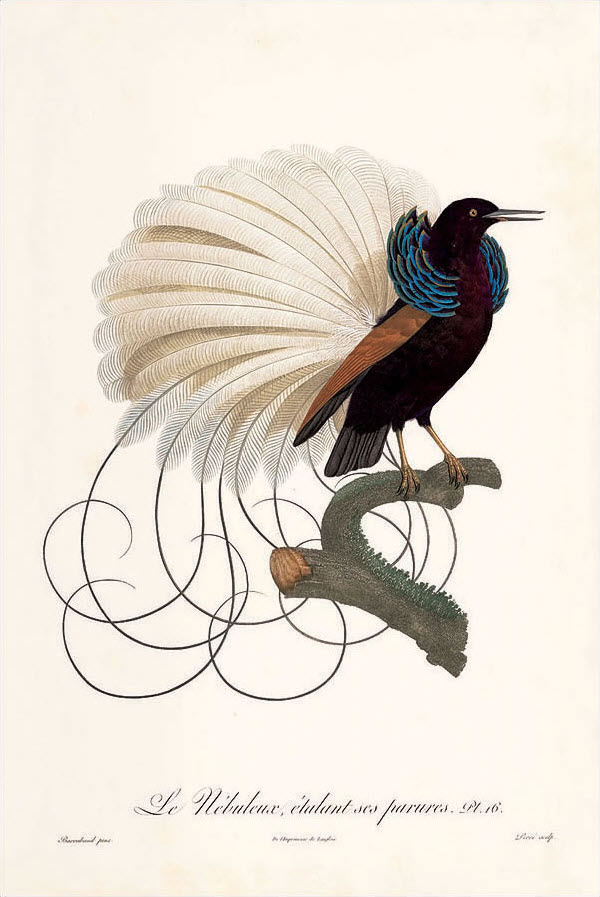
Le Nébuleux étalant ses parures
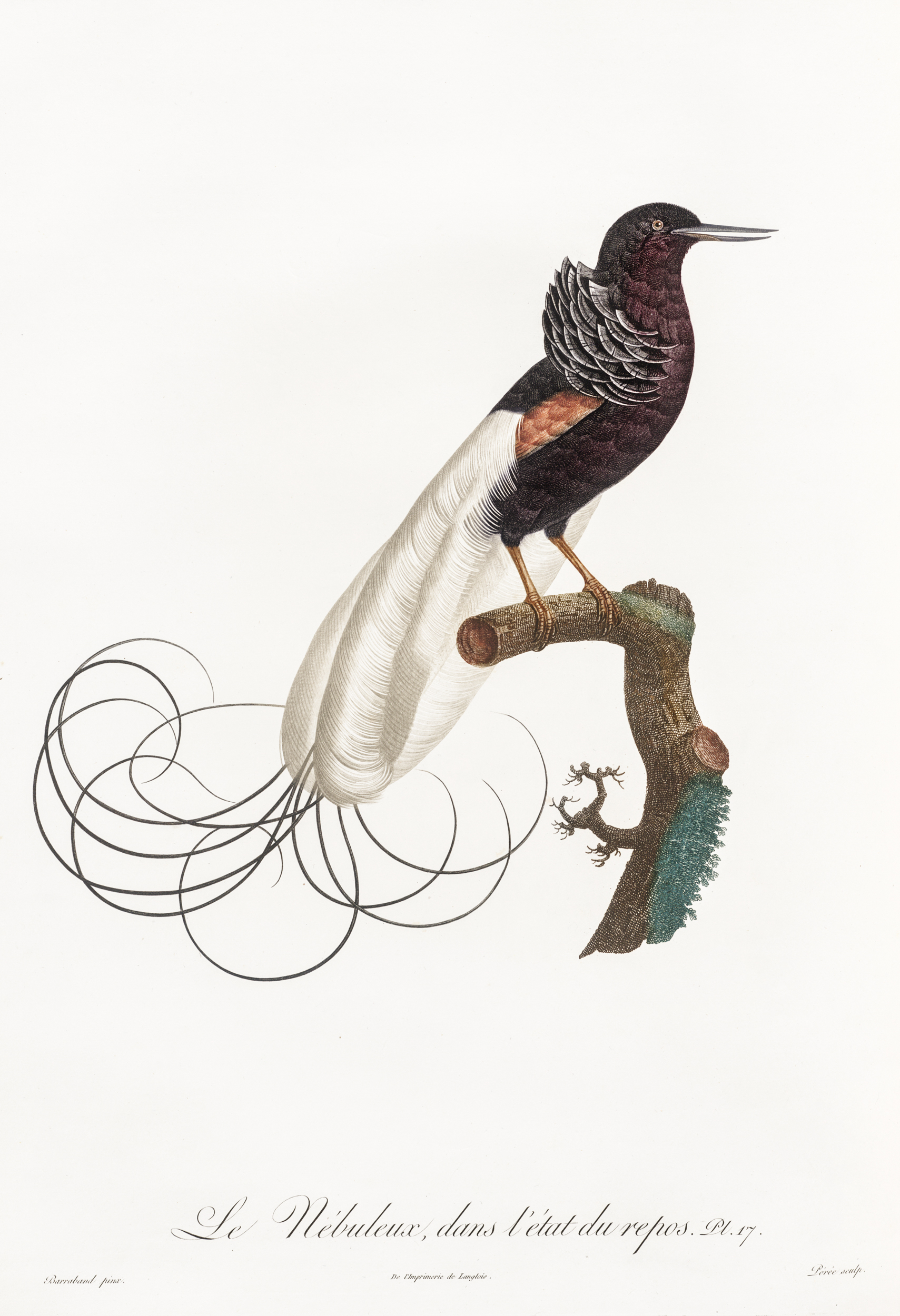
Le Nébuleux dans l'état de repos
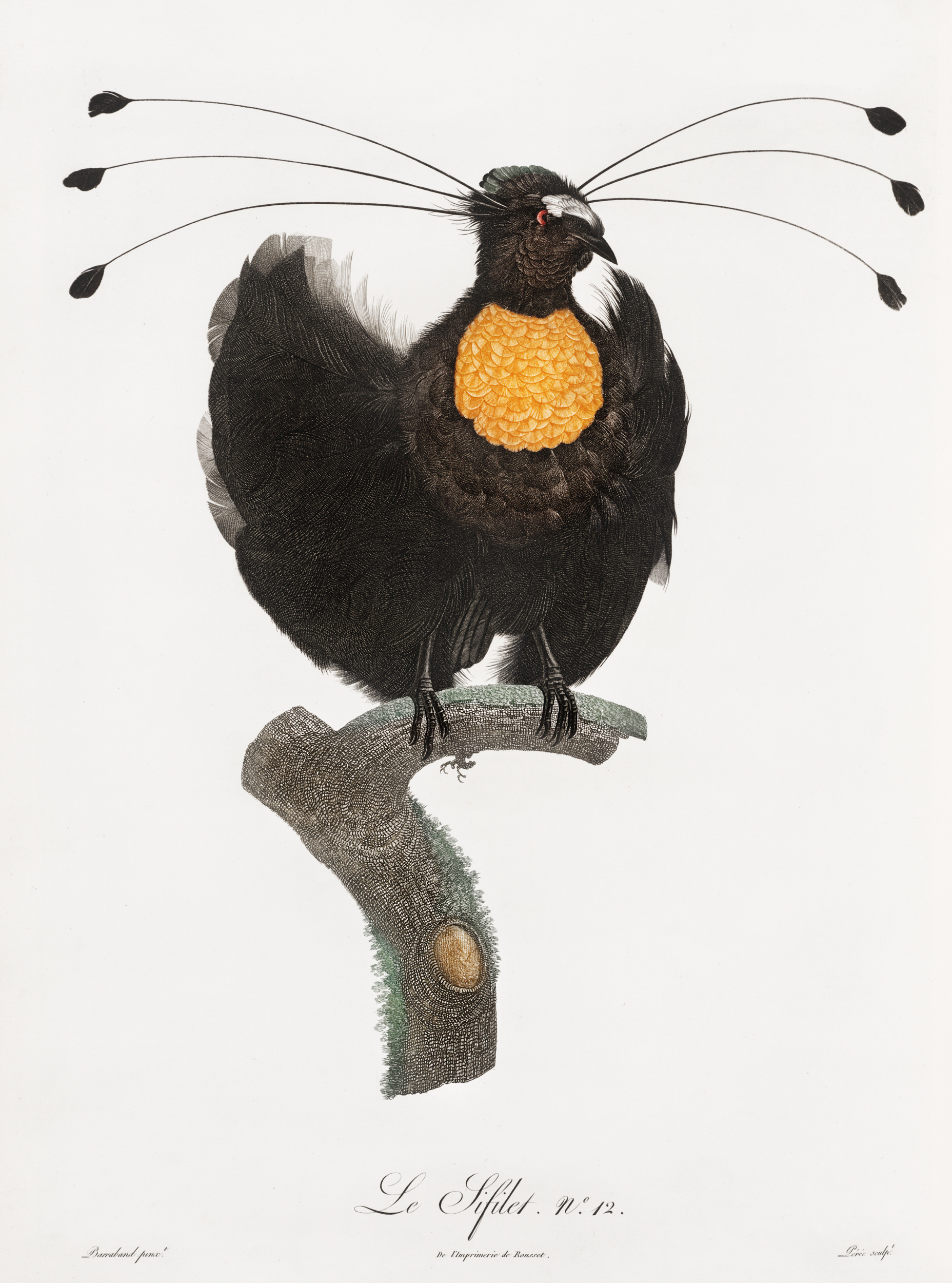
Le Sifilet
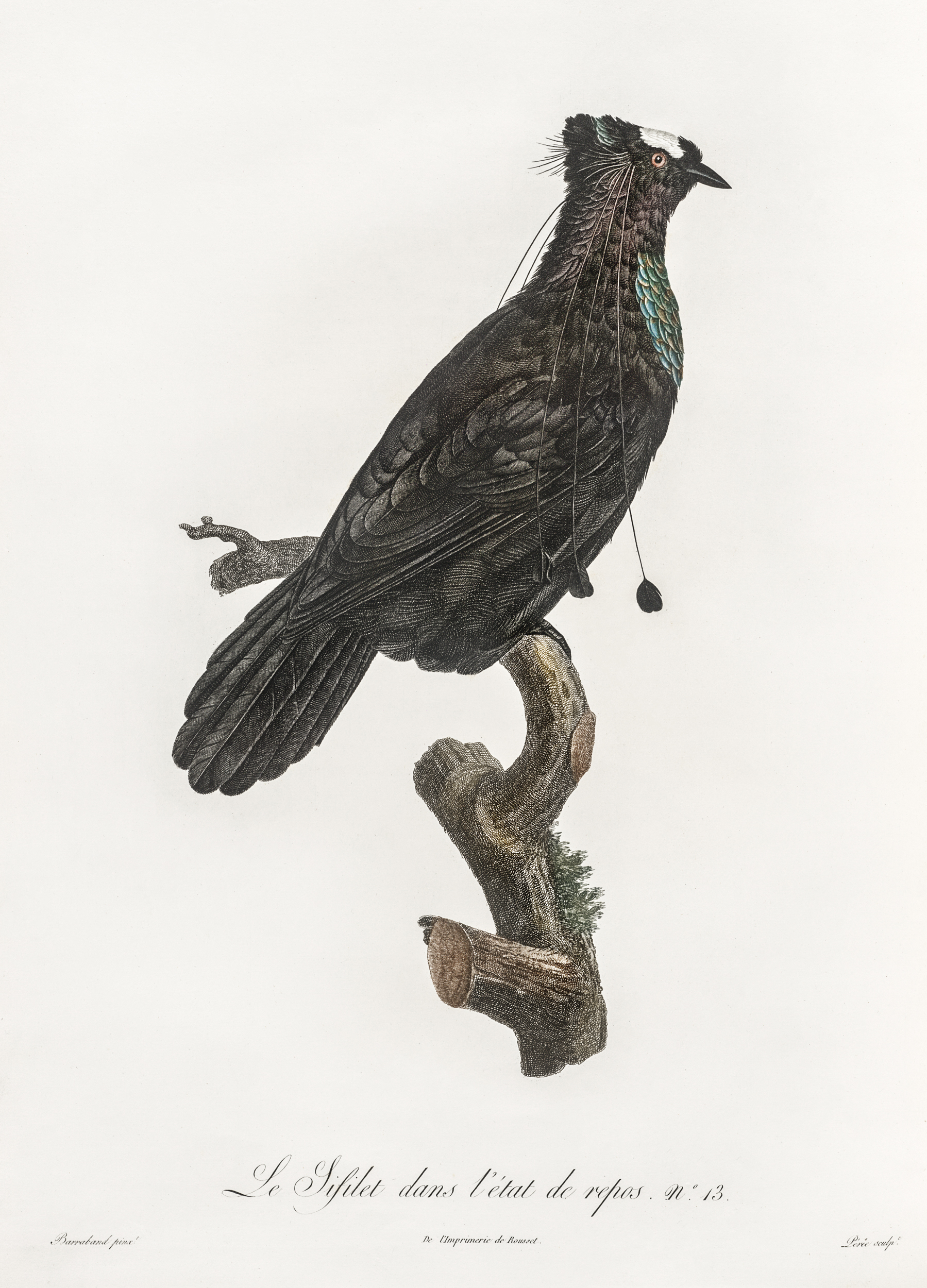
Le Sifilet dans l'état de repos
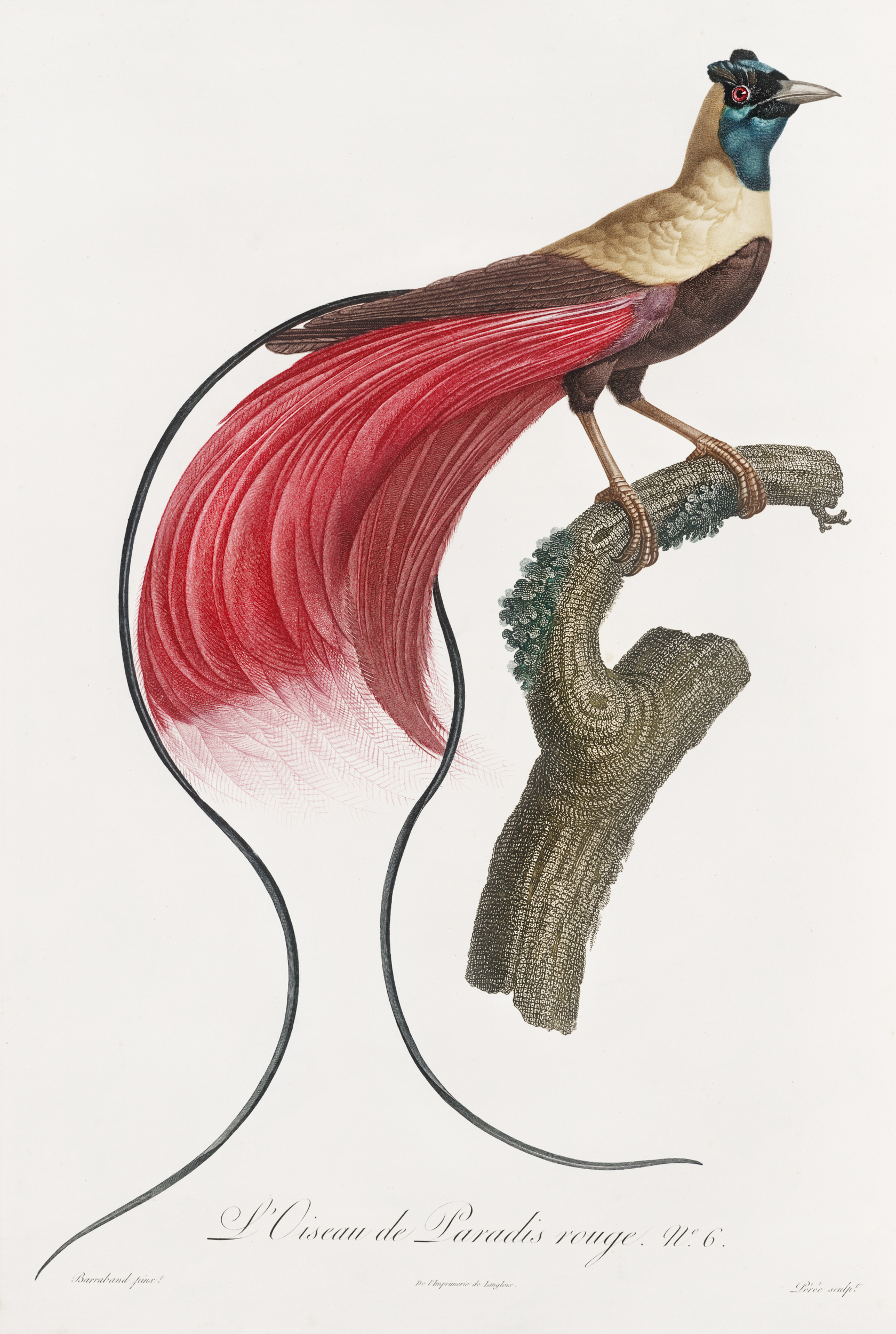
L'Oiseau de Paradis rouge